# IPhone 15
iPhone 15/15 Plus（アイフォーン フィフティーン/フィフティーン プラス）は、Appleが開発・販売するスマートフォンで、iPhone 14に続く、第17世代目のモデルである。

## 概要
2023年9月13日午前2時（日本時間）開始のApple Eventにて発表。
予約注文は2023年9月15日 21:00（日本時間）から開始。
発売日は2023年9月22日。価格は、iPhone 15 (128GBモデル)　でUSS799$/124,800円　(Apple Store価格)。

## デザイン

### カラーバリエーション
カラーはブラック、ブルー、グリーン、イエロー、ピンクの5色が展開されている。
| カラー | カラーネーム |
| ------ | ------------ |
|        | ブラック     |
|        | ブルー       |
|        | グリーン     |
|        | イエロー     |
|        | ピンク       |

## 仕様

### iPhone 15シリーズからの新機能

#### Dynamic Island
iPhone 14 Proで初採用されたDynamic Island（ダイナミック・アイランド）が、iPhone 15と15 Plusにも搭載された。

#### USB-Cコネクタ
従来のLightningが廃止され、iPhoneシリーズでは初めてとなるUSB-Cコネクタが採用された。iPhone 15シリーズではUSB 2.0（最大480Mb/s）まで対応している。20WでのUSB PDによる急速充電や、iMacやMacBook ProのUSB Type-Cポートでは15Wでの急速充電が出来る。

### ハードウェア

#### カメラ
背面のメインカメラは、4800万画素（48MP）に向上した。これにより高精細に大きく写真が撮れ、細かな部分まで表現できるようになっている。ポートレート撮影機能が向上。通常モードで撮影した後に、被写体をタップしピントを切り替えられる。また光学2倍望遠での撮影が可能である。

#### SoC
SoCに、Apple A16 Bionicを搭載している（iPhone 14 Proと同じ）。動画やゲームの処理性能が向上している。

#### バッテリー
バッテリー容量は3,349mAhである。前機種のiPhone 14（3,279mAh）より2％増加している。
フル充電サイクルをiPhone 14までの倍の1,000回繰り返したても80%を維持するよう設計されている。

### 事故検出機能
iPhone 15から、事故検出機能が追加された。

### 5G対応と通信速度
4x4 MIMOを使用したLAA対応ギガビットLTEと5G Sub-6, 5G SAに対応しており、高速通信が可能になっている。
au Starlink Direct対応。

#### 5G NR
ドコモでは受信最大4.2Gbps/送信最大218Mbpsと発表されている。KDDIでは受信最大4.1Gbps/送信最大218Mbpsと発表されている。ソフトバンクでは受信最大2.6Gbps/送信最大159Mbpsに留まる。いずれもIPhone 14/14 Plusとほとんど変わっていないが、新型モデムSnapdragon X70採用により実効速度が上がったことが判明している。
5G NRの対応周波数： n1 (2100MHz)・n2 (1900MHz)・n3 (1800MHz)・n5 (850MHz)・n7 (2600MHz)・n8 (900MHz)・n12 (700MHz) ・n14  (700MHz) ・n20 (800DD)・n25 (1900MHz) ・n26 (850MHz) ・n28 (700APT)・n29 (700Lower SMH)・n30 (2300WCS)・n38 (TD2600)・n40 (TD2300)・n41 (TD2500)・n48(TDD3500)・n53(TDD2400)・n66 (AWS-3)・n70(FDD2000)・n71 (600 MHz)・n75 (1500MHz) ・n76 (1500MHz) ・n77 (TD3700)・n78 (TD3500)・n79 (TD4700)。
※太字は新たに加わったバンド。
※斜体は、日本国内で対応するSub-6帯。
iOS 17.6以降では、Appleと米Globalstarとの提携による衛星通信n53(2.4GHz帯)の電波による緊急SOSに対応している。

#### 4G
ドコモでは受信最大1.7Gbps/送信最大131.3Mbpsと発表されている。ソフトバンクでは受信最大838Mbps/送信最大46Mbpsとなる。
- FDD-LTE：バンド1、2、3、4、5、7、8、11、12、13、14、17、18、19、20、21、25、26、28、29、30、32、66、71
- TD-LTE：バンド34、38、39、40、41、42、46、48、53

## 同梱物
- USB-C充電ケーブル
- マニュアル

## 画像
- iPhone 15
- iPhone 15 Plus
- iPhone 15 シリーズ